# Leszek Zieliński (ur. 1943)
Leszek Zenon Zieliński (ur. 1943) – polski inżynier i wykładowca, przedsiębiorca, samorządowiec i działacz polityczny związany z Kielcami.

## Życiorys
Ukończył studia z zakresu ekonomiki przemysłu.
Przez wiele lat wykładowca kieleckich uczelni. Autor publikacji naukowych (zagadnienia gospodarcze, ekonomiczne, społeczne i polityczne). Współpracował z Wszechnicą Świętokrzyską, Akademią Świętokrzyską i Politechniką Świętokrzyską. Zwolennik i działacz na rzecz utworzenia Uniwersytetu Świętokrzyskiego. Współzałożyciel Fundacji im. Stanisława Staszica, Fundacji Ekonomik.
Aktywny w sprawie utrzymania Kielc i regionu jako województwa świętokrzyskiego.
Ma kontakty ze środowiskiem rzemieślników, handlowców, oraz małej i średniej przedsiębiorczości. W latach 1979–1980 był Prezesem Izby Rzemieślniczej w Kielcach. Przez wiele lat pracował w spółce KPHAT „Elmet” (jako dyrektor, a później prezes zarządu).
Radny miejski w latach 1973–1983 i 1994–1998. W tym czasie był, między innymi, przewodniczącym Miejskiej Komisji Planowania i wiceprzewodniczącym Rady Miejskiej II kadencji. W latach 1981–1990 był wiceprezydenta miasta Kielc.
Od 1964 należy do Stronnictwa Demokratycznego. W latach 70. XX w. był sekretarzem Miejskiego Komitetu  SD. W okresie 1980–1981 był sekretarzem Wojewódzkiego Komitetu  SD. Od 2003 pełni funkcję przewodniczącego Rady Regionalnej SD w województwie świętokrzyskim. Jest wiceprzewodniczącym Zarządu Głównego partii oraz członkiem jej Rady Naczelnej. Od 2009 do 2010 był prezesem zarządu związanej z SD Fundacji „Samorządność i Demokracja”.

## Odznaczenia
- 1974 – Srebrny Krzyż Zasługi,
- 1979 – Złoty Krzyż Zasługi,
- 1989 – Krzyż Kawalerski Orderu Odrodzenia Polski,
- 1998 – Złoty Medal im. Jana Kilińskiego za zasługi dla Rzemiosła Polskiego,
- 1976 – Odznaka za zasługi dla Kielecczyzny,
- 1987 – Złota Odznaka Stronnictwa Demokratycznego.